# Nueva Trinidad (Argentina)
Nueva Trinidad es una localidad argentina ubicada en el departamento Simoca de la provincia de Tucumán. Se encuentra sobre la ruta provincial 332, entre Montegudo y Río Chico (Tucumán), a orillas del río Chico. La comuna con asiento en esta localidad se denomina Río Chico y Nueva Trinidad.
Una prueba piloto de cultivo de mandioca dio excelentes resultados en la zona. Los desbordes del río Chico están provocando el éxodo de varios parajes rurales de la región. Existen 12 parajes: Los Agudos, Los Arrieta, El Pacará, Finca Guerra, La Junta, Finca Entre Ríos, Niogasta, Sud de Lazarte, Esquina, El Rodeo, El Durazno y Santa Rosa. Entre los cultivos se cuentan la caña de azúcar, soja y trigo.

## Población
Cuenta con 214 habitantes (Indec, 2010), lo que representa un incremento del 24% frente a los 173 habitantes (Indec, 2001) del censo anterior.
| Gráfica de evolución demográfica de Nueva Trinidad entre 1991 y 2010 |
|                                                                      |
| Fuente: Censos nacionales del INDEC                                  |